# Slaughterhouse (Album)
Slaughterhouse (englisch für Schlachthaus) ist das Debütalbum der gleichnamigen US-amerikanischen Rap-Gruppe Slaughterhouse. Es erschien am 11. August 2009 über das Label E1 Music.

## Produktion und Samples
An der Produktion des Albums waren neun verschiedene Produzenten beteiligt. So produzierte DJ Khalil die Songs The One und Cuckoo, während StreetRunner die Beats zu Sound Off und Not Tonight schuf. Das D12-Mitglied Mr. Porter produzierte die Instrumentals zu Salute und Cut You Loose. Microphone wurde von dem bei Shady Records unter Vertrag stehenden Produzenten The Alchemist produziert und Emile sorgte für die musikalische Auskleidung der Stücke Onslaught 2 sowie Killaz. Außerdem produzierten Focus (Lyrical Murderers), RealSon (Pray (It’s a Shame)) und Filthy Rockwell (Rain Drops) je einen Beat. Das Instrumental zum iTunes-Bonustrack Fight Klub stammt von Frequency.
Sechs Titel des Albums enthalten Samples von Songs anderer Künstler. So sampelt Sound Off das Lied It’s Too Late von The Stylistics, während Microphone Elemente des Stückes L'alpagueur von Michel Colombier enthält. Not Tonight sampelt den Track I Don’t Know Why I Love You von Thelma Houston und The One enthält Elemente der Lieder I’m Still #1 von Boogie Down Productions, Janie’s Got a Gun von Aerosmith sowie Fly Away von Lenny Kravitz. Außerdem sampelt Pray (It’s a Shame) den Song It’s a Shame von The Spinners und Cut You Loose das Stück You're No Good von The Harvey Averne Dozen.

## Covergestaltung
Das Albumcover zeigt die vier Bandmitglieder, jeweils in Schwarz gekleidet und mit schwarzem Basecap vor dunkelgrauem Hintergrund. Joe Budden befindet sich links oben, Crooked I rechts oben, Joell Ortiz links unten und Royce da 5′9″ rechts unten. Der weiße Schriftzug Slaughterhouse befindet sich im oberen Teil des Bildes.

## Gastbeiträge
Auf sechs Liedern des Albums befinden sich Gastbeiträge anderer Künstler. So singt die Sängerin K-Young den Refrain bei Lyrical Murderers, während The New Royales im Refrain des Songs The One zu hören sind. Der Rapper Fatman Scoop tritt auf Onslaught 2 in Erscheinung und Pharoahe Monch unterstützt Slaughterhouse beim Track Salute. Außerdem ist der Rapper Novel auf Rain Drops vertreten und Killaz ist eine Kollaboration mit den Künstlern Melanie Rutherford und C. Brown.

## Titelliste
| #  | Titel                         | Gastbeiträge                    | Produzent       | Länge | Besetzung |
| -- | ----------------------------- | ------------------------------- | --------------- | ----- | --- |
| 1  | Sound Off                     |                                 | StreetRunner    | 5:51  | 1. Vers: Royce da 5′9″ 2. Vers: Joell Ortiz 3. Vers: Crooked I 4. Vers: Joe Budden Refrain: Royce da 5'9"                                       |
| 2  | Lyrical Murderers             | K-Young                         | Focus           | 4:04  | Intro: Crooked I, K-Young 1. Vers: Crooked I, Royce da 5'9" 2. Vers: Joe Budden, Joell Ortiz Refrain: K-Young                                   |
| 3  | Microphone                    |                                 | The Alchemist   | 4:42  | 1. Vers: Royce da 5'9" 2. Vers: Crooked I 3. Vers: Joell Ortiz 4. Vers: Joe Budden Outro: Slaughterhouse                                        |
| 4  | Not Tonight                   |                                 | StreetRunner    | 3:39  | Intro: Royce da 5'9" 1. Vers: Royce da 5'9", Crooked I 2. Vers: Joe Budden, Joell Ortiz Refrain: Royce da 5'9" Outro: Royce da 5'9"             |
| 5  | The One                       | The New Royales                 | DJ Khalil       | 3:37  | 1. Vers: Royce da 5'9" 2. Vers: Crooked I 3. Vers: Joe Budden, Joell Ortiz Refrain: The New Royales                                             |
| 6  | In the Mind of Madness (Skit) |                                 |                 | 1:23  | |
| 7  | Cuckoo                        |                                 | DJ Khalil       | 4:30  | 1. Vers: Royce da 5'9" 2. Vers: Joell Ortiz 3. Vers: Crooked I 4. Vers: Joe Budden                                                              |
| 8  | The Phone Call (Skit)         |                                 |                 | 0:58  | |
| 9  | Onslaught 2                   | Fatman Scoop                    | Emile           | 4:27  | 1. Vers: Royce da 5'9" 2. Vers: Crooked I 3. Vers: Joell Ortiz 4. Vers: Joe Budden Refrain: Fatman Scoop                                        |
| 10 | The Phone Call 2 (Skit)       |                                 |                 | 0:56  | |
| 11 | Salute                        | Pharoahe Monch                  | Mr. Porter      | 4:31  | 1. Vers: Joe Budden, Royce da 5'9" 2. Vers: Joell Ortiz, Crooked I Refrain: Pharoahe Monch                                                      |
| 12 | Pray (It's a Shame)           |                                 | RealSon         | 3:53  | Intro: Joe Budden 1. Vers: Joell Ortiz 2. Vers: Royce da 5'9" 3. Vers: Crooked I Refrain: Joe Budden                                            |
| 13 | Cut You Loose                 |                                 | Mr. Porter      | 4:43  | 1. Vers: Royce da 5'9" 2. Vers: Crooked I 3. Vers: Joell Ortiz 4. Vers: Joe Budden                                                              |
| 14 | Rain Drops                    | Novel                           | Filthy Rockwell | 5:00  | 1. Vers: Royce da 5'9" 2. Vers: Crooked I 3. Vers: Joe Budden 4. Vers: Joell Ortiz Refrain: Novel                                               |
| 15 | Killaz                        | Melanie Rutherford und C. Brown | Emile           | 4:09  | Intro: Melanie Rutherford 1. Vers: Royce da 5'9", Joell Ortiz 2. Vers: Crooked I 3. Vers: Joe Budden Refrain: Royce da 5'9", Melanie Rutherford |
| 16 | Fight Klub (iTunes-Bonussong) |                                 | Frequency       | 4:42  | Intro: Joe Budden Vers: Slaughterhouse Outro: Crooked I                                                                                         |

## Chartplatzierungen und Singles
Mit etwa 18.000 verkauften Exemplaren in der ersten Woche stieg das Album auf Platz 25 in die US-Charts ein und hielt sich fünf Wochen in den Top 200. In den deutschen Charts konnte sich das Album nicht platzieren.
Als Singles wurden die Lieder The One und Microphone ausgekoppelt. Beide konnten sich jedoch nicht in den Charts platzieren.

## Rezeption
Das Album wurde von Kritikern überwiegend durchschnittlich bis positiv bewertet. Die Seite Metacritic errechnete aus neun Kritiken englischsprachiger Medien einen Schnitt von 69 %.
Blan P vom Hip-Hop-Magazin MZEE.com beschrieb das Album rückblickend als „hart, kompromisslos und dennoch nicht einseitig.“ Technik und Texte stünden klar im Vordergrund und ließen die „stark produzierten“ Beats in den Hintergrund rücken. Auch der interne Wettbewerb der Crew wirke sich positiv auf die Lyrics aus und gebe der Platte einen starken „Cypher“-Charakter.